# Zapadlisko Wierzchosławic
Zapadlisko Wierzchosławic – niewielka jednostka geologiczna (tektoniczna) w północno-zachodniej części Sudetów, stanowiąca południowo-wschodnią część depresji północnosudeckiej.
Zapadlisko Wierzchosławic ma kształt równoległoboku o rozciągłości południkowej. Jego długość wynosi ok. 6 km, a szerokość 1,5-2 km. Ze wszystkich stron otoczone i podścielone jest utworami metamorfiku kaczawskiego. Granica północno-wschodnia ma charakter nasunięcia. Wypełniają je górnokarbońskie szare zlepieńce, piaskowce i łupki, oraz dolnopermskie (czerwony spągowiec), przeważnie czerwone, piaskowce i zlepieńce. Znaczna część obszaru oraz granic są zakryte osadami czwartorzędu. Pod względem budowy przypomina nieckę północnosudecką, przede wszystkim rów Świerzawy oraz zapadlisko Wolbromka. Prawdopodobnie kiedyś były one ze sobą połączone, ale nierównomierne wypiętrzenie w czasie orogenezy alpejskiej i późniejsza erozja spowodowały ich rozczłonkowanie.
Pod względem geograficznym obejmuje podłoże wschodniej części Gór Kaczawskich oraz zachodniej części Pogórza Wałbrzyskiego. Odznacza się w morfologii terenu tworząc płaską, lekko nachyloną ku północnemu wschodowi równinę otoczoną ze wszystkich stron wyraźnymi progami.
Jest to obszar całkowicie bezleśny, zajęty pod uprawy rolne.
Znajdują się tu miejscowości Wierzchosławice i Półwsie.